# Tirschenreuth
Tirschenreuth là thủ phủ của huyện Tirschenreuth. Đô thị này nằm ở phía đông bắc của Bayern, gần biên giới với Cộng hòa Séc.

## Thành phố kết nghĩa
- La Ville-du-Bois, Pháp (2001)
- Planá, Cộng hòa Séc (2008)
- Bản mẫu:Country data the United States Santa Fe Springs, Hoa Kỳ